# Lyonsia taiwanica
Lyonsia taiwanica is een tweekleppigensoort uit de familie van de Lyonsiidae. De wetenschappelijke naam van de soort is voor het eerst geldig gepubliceerd in 2002 door Lan & Okutani.